# Émile Chevé

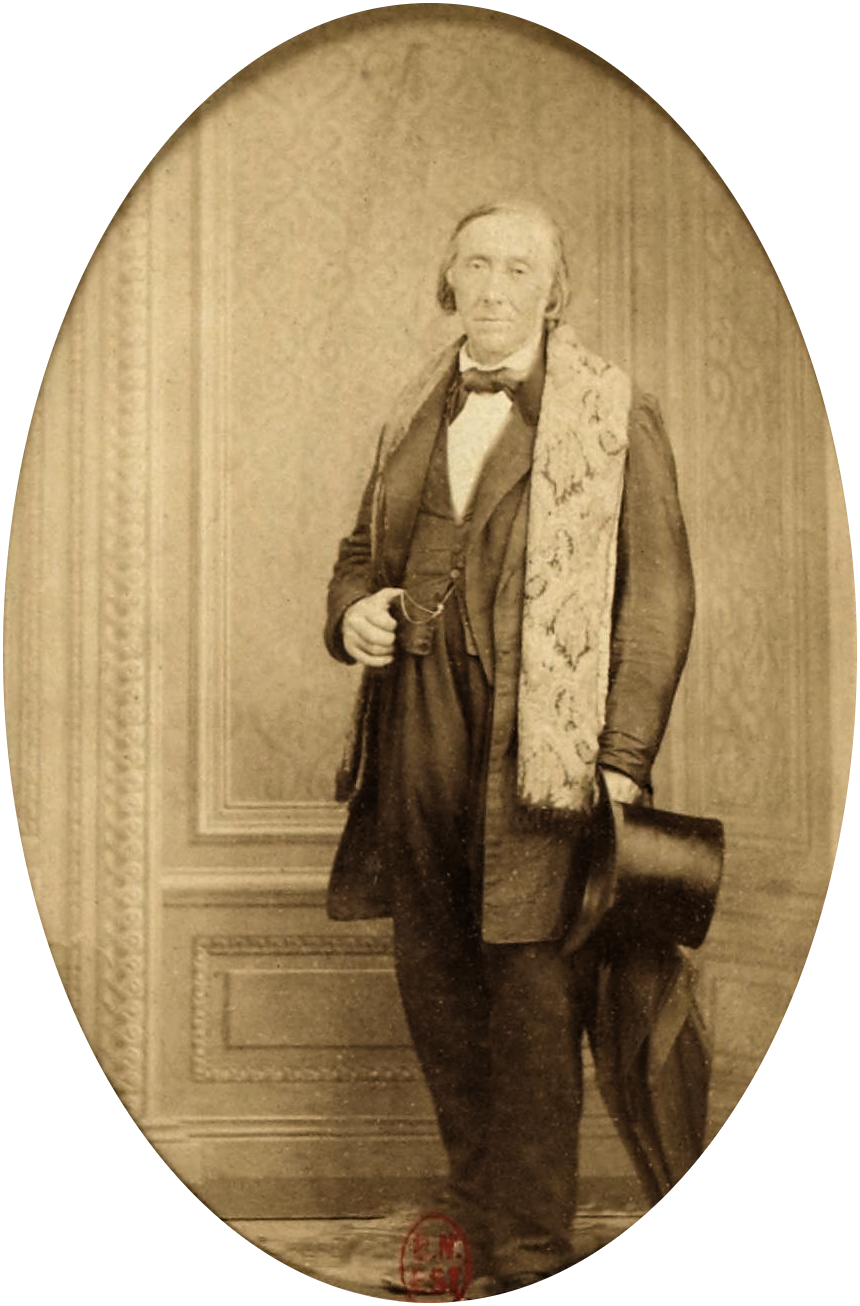
Émile Chevé

Émile-Joseph-Maurice Chevé (* 31. Mai 1804 in Douarnenez, Département Finistère; † 21. August 1864 in Paris) war ein französischer Musiktheoretiker und Musikpädagoge.

## Leben und Werk
Chevé trat im Alter von sechzehn Jahren in die Marine ein und qualifizierte sich dort zum Arzt und Chirurgen. 1835 kehrte er nach Paris zurück und widmete sich dort der medizinischen Wissenschaft und der Mathematik. Er besuchte auch einen Kurs von Aimé Paris, der eine Ziffern-Notation der Musik nach Pierre Galin propagierte. Begeistert von der Methode widmete er sich fortan gemeinsam mit seiner Frau Nanine, einer Schwester von Aimé Paris, ihrer Weiterentwicklung und Verbreitung.
Ab 1844 gab er in Paris mehr als 150 Kurse in dieser Methode, die als Methode Galin-Chevé-Paris bekannt wurde, verfasste gemeinsam mit seiner Frau eine Anzahl von Lehrbüchern hierzu und unterrichtete u. a. an der École normale supérieure, der École polytechnique und am Lycée Louis-le-Grand.
Sein Sohn Amand Chevé setzte den Unterricht der auch als musique chiffrée bekannten Notationsmethode fort. Über John Curwen kam sie in den englischen Sprachraum und fand durch den Musikpädagogen Lowell Mason Eingang in den USA. Einhundert Jahre später adaptierte Zoltán Kodály das System für den Gebrauch in Ungarn.

## Schriften (Auswahl)
- Appel au bon sens de toutes les nations qui désirent voir se généraliser chez elles l'enseignement musical. Paris 1845.
- Protestation adressée au comité central d'instruction primaire de la ville de Paris, contre un rapport de la Commission de chant. Paris 1847.
- Coup de grâce à la routine musicale. Paris 1851.
- Méthode élémentaire de piano. Paris 1852.
- La routine et le bon sens ou les conservatoires et la méthode Galin-Paris-Chevé. Lettres sur la musique. Paris 1852.
- 800 duos gradués. Paris 1865.
- Méthode d'harmonie et de composition. Paris 1879.
- Méthode élémentaire de musique vocale, théorie et pratique, chiffrée et portée. Paris 1881.
  - Deutsch: Singschule nach der Cheve’schen „Elementar-Gesangslehrer“. J. Stahl Verlag, Arnsberg 1881.

## Quelle
- Edwin E. Gordon: Learning Sequences in Music. A Contemporary Music Learning Theory. GIA Publications, Chicago, Ill. 2007, ISBN 978-1-5799-9688-8, S. 83 ff.